# Meera Syal
Meera Syal, ursprungligen Feroza Syal, född 27 juni 1961 i Wolverhampton, West Midlands, är en brittisk komiker, skådespelare och författare.
Syal skrev filmmanusen till Gurinder Chadhas långfilmsdebut Bhaji on the Beach från 1993, och filmatiseringen av hennes egen roman Anita & Me 2002. Syal ingick i skaparteamet bakom sketchkomediserien Goodness Gracious Me (Curry nam-nam), som startade som ett radioprogram 1996 och dök upp i TV 1998. Hon medverkade i talkshowparodin The Kumars at No. 42 som i Sverige fick titeln Curry curry talkshow. Showen belönades med International Emmy Awards 2002 och 2003. Syal BAFTA-nominerades för rollen som Sanjeev Bhaskars farmor "Ummi" 2003. Hon gifte sig med Bhaskar 2005 och paret fick en son samma år. Från sitt tidigare äktenskap har hon dottern Chameli "Milli" Bhatia, som är teaterregissör.
Syal dubbades till riddare av brittiska imperieorden (MBE) 1997, och kommendör av 2:a klass (CBE) 2015.

## Filmografi i urval
- 1984 – Majdhar – mitt i strömmen
- 1985 – Adrian Moles hemliga dagbok (TV-serie) (som Feroza Syal)
- 1987 – Sammy & Rosie
- 1995 – Beautiful Thing
- 1998–2000 – Curry nam-nam (TV-serie)
- 2001–2006 – Curry curry talkshow (TV-serie)
- 2006 – Scoop
- 2007 – Jekyll (miniserie)
- 2008 – Beautiful People (TV-serie)
- 2010 – Du kommer att möta en lång mörk främling
- 2015 – Broadchurch (TV-serie)
- 2015 – Absolutely Anything
- 2016 – Alice i Spegellandet
- 2018 – Nötknäpparen och de fyra världarna
- 2018–2022 – The Split (TV-serie)
- 2019 – Yesterday